# فرانکنبرگ، زاکسن
شهر فرانکنبرگ، زاکسن در ایالت زاکسن در کشور آلمان واقع شده‌است.